# Рогань (пивзавод)
Рога́нь — пивоваренный завод на территории города Харькова, Украина. В 2013 году завод испытывал некоторые трудности в связи с повышением акцизного сбора на пиво.

## История создания и месторасположение
Предприятие ОАО «Пивзавод Рогань» основано в 1989 году на юго-восточных окраинах города (Индустриальный район) по улице Роганской (участок за окружной дорогой), в промзоне по соседству с Роганским мясокомбинатом. К слову, в нескольких сотнях метров находится железнодорожная станция «Рогань» (см. Рогань и Рогань (Харьковский район)) (участок путей «Лосево-Зелёный Колодезь» Чугуевского направления, бывшая Харьковско-Балашовская железная дорога). Площадь, которую занимает завод, составляет порядка 14 гектар.
Первоначально завод выпускал безалкогольные напитки, а с 3.12.1992 года началось производство пива. 11.01.1993 года первая партия роганского пива марки «Жигулёвское» поступила в продажу.
Первые годы завод варил пиво для последующей его реализации на территории города Харькова, Харьковской области и близлежащих областей. На завод были приглашены лучшие специалисты разных стран (Канады, Чехии, Германии, Бельгии). Пиво быстро стало пользоваться спросом среди харьковчан, и уже к концу 90-х годов начало выходить на украинский рынок пива.
В 1998 году на территории пивзавода была пробурена скважина артезианской воды глубиной 700 м. Вода из этого источника стала поставляться на продажу. Она получила название «Вода »721". Вода «721» производилась до 2004 года, после покупки Роганского пивзавода фирмой «САН ИнБев Украина», производитель воды — частная фирма «Галс» перенесла производство на другую скважину (за 300 метров от скважины Роганского пивзавода) и переименована название в воду «Роганская».
В декабре 2000-го года компания «Рогань» вошла в состав бельгийской "СанИнтербрю (сегодня — «СанИнБев»).